# Villeneuve-sur-Allier
Villeneuve-sur-Allier is een gemeente in het Franse departement Allier (regio Auvergne-Rhône-Alpes). De plaats maakt deel uit van het arrondissement Moulins. Villeneuve-sur-Allier telde op 1 januari 2022 1.037 inwoners.

## Geografie
De oppervlakte van Villeneuve-sur-Allier bedroeg op 1 januari 2022 26,3 vierkante kilometer; de bevolkingsdichtheid was toen 39,4 inwoners per km².
De onderstaande kaart toont de ligging van Villeneuve-sur-Allier met de belangrijkste infrastructuur en aangrenzende gemeenten.

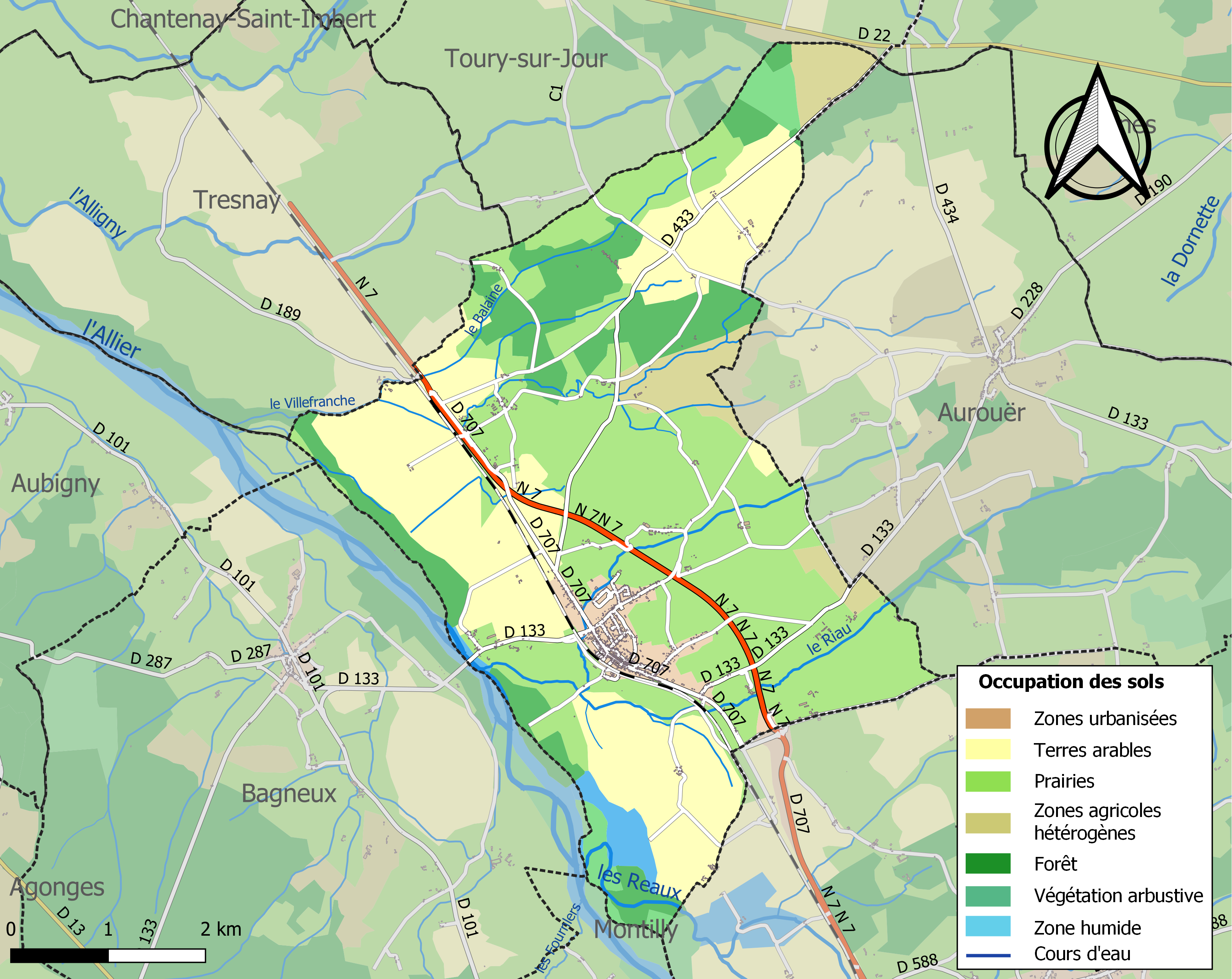

## Demografie
Onderstaande figuur toont het verloop van het inwonertal (bron: INSEE-tellingen).
Vanwege een beveiligingsprobleem met de MediaWiki Graph-software is het momenteel niet mogelijk deze grafiek weer te geven. Zodra de software is bijgewerkt zal de grafiek vanzelf weer zichtbaar worden.